# Karl Hähnel
Karl Hähnel (ur. 11 października 1892 w Ilversgehoven, zm. 14 maja 1955 w Königstein) – niemiecki lekkoatleta, chodziarz.
Podczas igrzysk olimpijskich w Los Angeles (1932) zajął 4. miejsce w chodzie na 50 kilometrów z czasem 5:06:06.
Nieoficjalny rekordzista świata w chodzie na 50 kilometrów: 4:36:22 (20 września 1924, Berlin), kilkanaście dni później wynik ten poprawił Paul Sievert.
Hähnel trzynastokrotnie stawał na podium mistrzostw Niemiec: dwanaście medali na 50 kilometrów (złoto w 1922, 1926, 1927, 1928, 1929, 1930, 1932, 1934 i 1935; srebro w 1921 i 1931 oraz brąz w 1938) i brąz w chodzie na 20 kilometrów (1934).

## Rekordy życiowe
- Chód na 50 kilometrów – 4:36:22 (1924)